# Boda János (orvos)
Boda János (Érsekvadkert, 1924. április 6. – Ausztrália, Sydney, 1998. január 13.) geográfus, orvos.

## Életrajza
Boda János 1924. április 6-án született a Nógrád vármegyei Érsekvadkerten.
1952-ben a BOTE-n szerzett általános orvosi oklevelet, majd 1952-től 1956-ig a szolnoki és a székesfehérvári kórház segédorvosa volt.
1957-ben, a forradalom bukása után Ausztráliában telepedett le, ahol orvosként bekapcsolódott az Antarktisz kutatásába. Az első magyar volt, aki eljutott a Déli-sarkvidékre, ahol több évet töltött a jég világában: 1958–1960 között a "Wilkes-kutatóállomás"-on, majd 1962-1968 között a Davis-állomás-on, ezenkívül 1961-ben, majd 1968-ban egy-egy évet kutatott még a Macquarie-szigeten is.
Ausztráliában, Sydneyben érte a halál, 74 évesen, 1998. január 13-án.

## Emlékezete
- Az ausztrál védnökség alá tartozó Enderby-földön hegyet neveztek el róla (Boda-hegy; angol: Mount Boda). A Boda-hegy az Antarktiszon, az Enderby-földön, a déli szélesség 68° 5" és keleti hosszúság 48° 54" alatt található.